# Armoriale delle famiglie italiane (Cr-Cy)
Questo è l'armoriale delle famiglie italiane il cui cognome inizia con le lettere che vanno da Cr a Cy.

## Armi

### Cra
| Stemma | Casato e blasonatura |
| ------ | --- |
|        | Craballona (Nizza) D'azzurro, alla capra d'oro, in piedi, rivoltata e poggiante su un globo dello stesso (citato in (15)) |
|        | Crapanzano o Capranzano (Trapani) d'oro, alla banda di rosso, caricata dal leone del primo (citato in Mango e in (26)) Notizie storiche in Famiglie nobili di Sicilia. |
|        | Crapina (Mondovì) D'oro, al castello di due torri di rosso, attraversante su un albero (pino?) di verde, sradicato (citato in (15)) |
|        | Craponne (Pisa) D'oro, al castello turrito di due pezzi di nero, la torre di destra più alta, e l'intramuro merlato inclinato in banda e sorvolato da un'aquila pure di nero (citato in (13)) |
|        | Crassi Marliani (Como, Oggiono) leone rampante di argento coronato di oro su nero (citato in LEOM) |
|        | Crasso (Dalmazia) troncato: nel 1º d'azzurro, al leone illeopardito d'oro; nel 2º bandato d'oro e d'azzurro (citato in (7)) (FR) Coupé: au 1, d'azur, au lion léopardé d'or; au 2, bandé d'or et d'azur. (citato in (8)) |
|        | Craveri (Carmagnola) Troncato d'azzurro e d'argento, alla capra rampante, al naturale, coronata d'oro, accompagnata in capo da due stelle d'oro, con la banda di verde, carica di un crescente d'argento, attraversante sul tutto (citato in (15)) |
|        | Craveri (Bra) Titolo: conti di Pessinetto D'oro al salice nutrito sulla pianura, il tutto di verde, il tronco sostenuto da due capre di nero, affrontate Motto: Fides in custodia (citato in (15)) |
|        | Craveri o Cravario (Cherasco) Di rosso, alla capra d'oro, passante fra due pini nutriti sulla pianura erbosa, il tutto al naturale Motto: Toujours avant (citato in (15)) |
|        | Cravesano o Cravisano (Cuneo) Troncato d'azzurro e d'argento, con una stella d'oro sulla partizione (citato in (15) e in (22)) Cimiero: una capra (scuzzone) |
|        | Cravetta (Torino, Savigliano) Titoli: Conte di Villanovetta, Conte di Genola, Signore di Casalgrasso, Pocapaglia Nome d'uso: Cravetta di Villanovetta interzato in fascia, di verde, d'oro e di rosso Cimiero: la capra, nascente Motto: Quod non tibi noli (citato in (4) – Vol. II pag. 569 e in (15)) alias troncato di verde e di rosso, con la fascia d'oro attraversante |
|        | Cravosio (Caramagna) Tiutolo: baroni Troncato, al 1° d'argento, al castello di rosso, torricellato di due, merlato alla guelfa, mattonato di nero, aperto del campo, sostenente un leone d'azzurro, posto fra le due torri, tenente con la branca destra un giglio, di rosso, con la sinistra un ramoscello di olivo, di verde, al 2° d'oro, a due sbarre di azzurro Motto: In luce graditur (citato in (15)) |
|        | Cravosio Anfossi e Anfossi Cravosio (Torino) Titolo: Conte troncato: il 1º d'argento, al castello di due torri, di rosso, merlato alla guelfa, mattonato di nero, aperto del campo, sormontato da un leone d'azzurro, tenente nella zampa destra un giglio di rosso e nella zampa sinistra un ramoscello d'olivo, di verde; il 2º d'oro a due sbarre d'azzurro (citato in (4) – Vol. II pag. 569) Troncato, al 1° d'argento, al castello di rosso, torricellato di due, merlato alla guelfa, mattonato di nero, aperto del campo, sostenente un leone d'azzurro, posto fra le due torri, tenente con la branca destra un giglio, di rosso, con la sinistra un ramoscello di olivo, di verde, al 2° d'oro, a due sbarre di azzurro (citato in (15)) Motto: In luce graditur |

### Cre
| Stemma | Casato e blasonatura |
| ------ | --- |
|        | Crea (Stilo) Troncato. Nel primo: d'argento a tre stelle di cinque raggi ordinate una due d'oro; nel secondo: d'azzurro al cuore cucito di rosso. Alla fascia d'oro attraversante sulla partizione. (Immagine nella Raccolta stemmi Trippini (JPG).) alias Di azzurro alla fascia d'oro accompagnata in capo da tre stelle d'argento ordinate una due ed in punta da un cuore di rosso. |
|        | Crecchi (Pisa) D'oro, alla banda cuneata d'argento e di nero, e al leone attraversante al naturale alias Di..., al leone di... sostenuto da un monte di sei cime di... uscente dalla punta, e alla banda attraversante di... (citato in (13)) |
|        | Credi (Siena) D'azzurro, al filetto increspato e pomettato su ogni punta, posto in palo, d'oro (citato in (13)) |
|        | Crema (Cavallermaggiore) di argento alla fascia d'azzurro, carica di una testa di leone, d'oro, recisa, coricata (citato in (4) – Vol. II pag. 570 e in (15)) |
|        | Crema e Crema Albosco (Cavallermaggiore) Titolo: Nobile partito: di Crema, che è d'argento alla fascia di azzurro caricata di una testa di leone d'oro recisa di rosso, coricata; e di Albosco, che è fasciato d'argento e di rosso Cimiero: la figura di Pallade (Minerva), armata di spada Motto: Regnante Pallade vinces (citato in (2) – pag. 541, in (4) - Vol. II pag. 570, in DAlena e in (15)) |
|        | Crema (Parma) leone rampante rivolto al naturale su terrazzo di verde spada di argento in palo in sinistra - 2 stelle (6 raggi) di oro su azzurro - trangla di rosso a 3 merli al basso - capo di azzurro pieno (citato in LEOM) |
|        | Crema o Cremi (Reggio Emilia, Roma, Modena) 2 pali di oro su azzurro (citato in LEOM) |
|        | Crema o Cremaschi (Cremona) inquartato in croce di S. Andrea d'argento e di rosso, ciascun quarto caricato di una stella di otto raggi dell'uno nell'altro (citato in BLCR) Immagine in Blasonario Cremonese (archiviato dall'url originale il 1º giugno 2017). |
|        | Cremona (Reggio Emilia) d'oro all'albero d'alloro al naturale, radicato sulla campagna di verde (citato in (4) – Vol. II pag. 570) albero di alloro al naturale su terrazzo di verde su oro (citato in LEOM) |
|        | Cremona (Roma) (la blasonatura non è stata ancora caricata) (Immagine nell' Archivio Storico Capitolino (PDF).) |
|        | Cremona Casoli (Reggio Emilia) inquartato: nel 1º e 4º d'oro all'albero d'alloro al naturale, radicato sulla campagna di verde (Cremona); nel 2º e 3º: partito: d'azzurro e di rosso alla torre d'oro, aperta e finestrata di tre, merlata di tre pezzi alla ghibellina, attraversante sulla partizione e sormontata da un sole d'oro (Casoli) Cimiero: il leone nascente e reggente una banderuola bifida posta in sbarra, il tutto d'oro Motto: Fides ubique (citato in (4) – Vol. II pag. 570) |
|        | Cremoncini o Cremoncini della Terza (Firenze) Inquartato: nel 1º e 4º d'oro, alla stella a otto punte di rosso; nel 2º e 3º di rosso, a tre fasce increspate d'oro (citato in (13)) (DE) Gold-rot geviert: In den goldenen Plätzen je 1 achtstrahliger roter Stern, in den roten Plätzen je 3 goldene Zickzackbalken (citato in (28)) |
|        | Cremonesi (Pistoia) Partito: nel 1º d'oro pieno; nel 2º fasciato di sei pezzi di nero e d'oro (citato in (13)) |
|        | Cremoni (Livorno) d'azzurro alla fascia d'oro accompagnata in capo da una cometa di 8 raggi d'oro ondeggiante in sbarra e in punta da 3 rose bottonate d'oro poste 2, 1 (citato in (4) – Vol. II pag. 572) D'azzurro, alla fascia accompagnata in capo da una cometa e in punta da tre rose, 2.1, il tutto d'oro (citato in (13)) |
|        | Cremonte Pastorello (Torino) Titolo: conti; conti di Cornour Inquartato, al 1° di rosso, al leone d'argento, tenente nella branca destra un corno da montagna, d'oro, sormontato da un sole, pure d'oro, raggiante di cinque raggi, al 2° e al 3° d'argento, a tre trecce di rosso girate a ghirlanda e passate in decusse, poste in palo, al 4° di verde, all'ariete infuriato d'argento, poggiato sopra un monte dello stesso, e accostato da sei stelle, pure d'argento, poste in palo, tre a sinistra e tre a destra Motto: Mon astre et mon roi (citato in (15)) |
|        | Creppa (la blasonatura non è stata ancora caricata) (citato in DAlena) |
|        | Crequi (Francia) D'oro al vepre di rosso (citato in DAlena) |
|        | Crescenti (Tropea) d'azzurro con tre lune crescenti (citato in BLCL) Immagine in Tropea Magazine. |
|        | Crescenti (Tropea) (LA) campum ceruleum et tres lunas crescentes et argenteas (citato in BLCL) Notizie storiche in Tropea Magazine. |
|        | Crescenti (Cesena) (la blasonatura non è stata ancora caricata) (citato in BLCW) Immagine in Blasone Cesenate. |
|        | Crescentini (Milano) inquartato: nel 1º e 4º d'oro, all'aquila di nero, coronata del campo; nel 2º d'argento a tre sbarre di rosso, accompagnate da sette candele accese al naturale, poste in sbarra, 1, 2, 3, 1; nel 3º d'azzurro al castello sormontato da due torri di rosso ed un crescente volto d'argento fra le torri (citato in (4) – Vol. II pag. 572) |
|        | Crescenzi (Roma) Di rosso a tre crescenti d'oro, bordura inchiavata di rosso e d'oro (citato in DAlena) 3 lune montanti di oro poste 2,1 su rosso - bordura inchiavata di rosso e di oro (citato in LEOM) (Immagine nell' Archivio Storico Capitolino (PDF) (archiviato dall'url originale il 5 marzo 2016).) |
|        | Crescenzio (Messina) Titolo: barone di Canicattì, Ravanusa d'azzurro, con una banda di oro accompagnata in capo da due stelle dello stesso con sette raggi (citato in (26)) banda di rosso su azzurro accompagnata - in alto a destra da 2 stelle (8 raggi) di rosso poste in fascia su azzurro (citato in LEOM) Corona di barone Notizie storiche in Famiglie nobili di Sicilia. |
|        | Cresci d'azzurro alla fascia d'oro, accompagnata in capo da tre gigli d'oro posti in fascia, e in punta da un crescente montante di argento, accompagnato da tre stelle di 8 raggi d'oro, male ordinate (citato in (4) – Vol. II pag. 573) |
|        | Cresci o Tragualzi (Firenze) D'azzurro, alla banda di rosso bordata d'oro, accompagnata da due monti di sei cime dello stesso, 1.1 (citato in (13)) (DE) In Blau 1 goldbordierter roter Schrägbalken, beidseitig begleitet von je 1 schwebenden goldenen Sechsberg (citato in (28)) |
|        | Cresci (Firenze) Di..., al leone di..., accompagnato da due palle di... ordinate nei due cantoni del capo (citato in (13)) |
|        | Cresci (Pistoia) D'oro, al drago di verde, lampassato di rosso (citato in (13)) |
|        | Cresci-Antiqui (Ancona) (la blasonatura non è stata ancora caricata) (Immagine nella Raccolta stemmi Trippini (JPG).) |
|        | Crescia (Casale) Troncato, al 1° alla luna di [...], accostata da dieci stelle di [...], cinque a destra e cinque a sinistra, disposte in due decusse, al 2° losangato (?) di [...] e di [...] Motto: Crescit eundo (citato in (15)) |
|        | Crescimanno (Palermo, Caltagirone) Titolo: barone di Capodarso, signore di Bubutello, duca di Albafiorita, barone di Pietrevive, signore di Caccione d'azzurro, al leone d'oro, con la fascia dello stesso attraversante sul tutto (citato in (4) – Vol. II pag. 573, in (16) e in Mango) d'azzurro, con un leone di oro, ed una banda (!) dello stesso attraversante sul tutto (citato in (26)) Corona di barone Notizie storiche in Famiglie nobili di Sicilia. Ulteriori notizie storiche in Famiglie nobili di Sicilia. |
|        | Crescini (Mura) d'argento al cane rampante col muso volto a destra e alla pianta d'abete al naturale sul colle (citato in Piovanelli) |
|        | Crescini Malaspina (Parma) monte a 6 cime di oro uscente dalla partizione su azzurro cimato da luna di argento - ramo di spino di verde uscente dalla partizione su argento (citato in LEOM) |
|        | Crescini Malaspina (Parma) 3 monti a 3 cime di oro su azzurro - luna di argento in alto a sinistra su azzurro - 2 monti a 3 cime di oro luna di argento in alto a sinistra - ramo di spino di verde uscente dalla partizione su argento (citato in LEOM) |
|        | Cresi (Abruzzo) D'oro a due monti di verde, sormontato l'uno ad una pianta di melogranato al naturale e l'altro da un'aquila di nero beccante un ramo dalla vicina pianta (citato in DAlena) |
|        | Crespi (Venezia) d'oro, al castagno terrazzato di verde, fruttato d'oro (citato in (2) – pag. 116 e in DAlena) |
|        | Crespi (Sardegna) (d'oro, all'albero sradicato di verde; alla bordura d'argento, caricata di otto... di rosso) (citato in Crespi (Sardegna), su athenanoctua.com. URL consultato l'11 dicembre 2020 (archiviato dall'url originale il 28 giugno 2013).) |
|        | Crespi (le blasonature non sono state ancora caricate) (Immagine nella Raccolta stemmi Trippini (JPG).) (Immagine nella Raccolta stemmi Trippini (JPG).) |
|        | Crespi (Busto Arsizio, Milano) 2 C in lettere gotiche di argento su fascia di azzurro su troncato di oro e di rosso - aquila di nero su oro - 3 bande di argento su rosso (citato in LEOM) |
|        | Crespi (S. Paulo) torre quadrata di nero a 3 merli alla guelfa su terrazzo di verde su rosso - stella (5 raggi) di argento in alto su rosso (citato in LEOM) |
|        | Crespi (Sicilia) albero di castagno su un ristretto di oro sfogliato di 5 rami ciascuno terminante con un riccio dello stesso su azzurro (citato in LEOM) |
|        | Cresseri di Breitenstein (arma antica del 27 gennaio 1750) (Castel Pietra (Calliano, Trento)) Titolo: Barone del S. R. I. troncato: al 1º partito: a) di nero al palo d'argento caricato di un albero di cipresso piantato su un colle di verde, il palo accostato da ambo le parti da una cometa di oro posta in palo; b) di rosso alla fenice d'argento svolazzante; 2º di azzurro alla fenice d'argento sulla sua immortalità rimirante un sole radioso d'oro ed appoggiato su una collina di verde Cimieri: a destra un volo d'azzurro, caricato da un sole radioso d'oro; nel centro la fenice d'argento sul rogo; a sinistra la cometa d'oro posta in palo fra due proboscidi di nero (citato in (4) – Vol. II pag. 574) |
|        | Cresseri di Breitenstein (Castel Pietra (Calliano, Trento)) Titolo: Barone del S. R. I. inquartato: nel 1º e 4º di rosso all'aquila d'oro coronata dello stesso; nel 2º e 3º di nero alla cometa d'oro posta in palo. Sul tutto d'azzurro alla fenice d'argento sul rogo Cimieri: a destra, l'aquila d'oro coronata dello stesso, nel centro la fenice dello scudetto; a sinistra la cometa d'oro posta in palo fra due proboscidi di nero (citato in (4) – Vol. II pag. 574) |
|        | Cressy (Susa) D'azzurro, al leone nascente d'oro, posto in punta, sostenuto da una fascia in divisa, d'argento, accompagnato da due crescenti dello stesso, affrontati Motto: Crescite et multiplicamini (citato in (15)) |
|        | Crestini o Cristini (Carignano, Rivoli) Titolo: consignori di Ferrere Troncato d'oro e d'argento, allo scaglione d'azzurro con tre crocette patenti, una sull'altra, quelle in capo e in punta d'azzurro, quella in mezzo d'oro, caricante lo scaglione (arma antica) alias Troncato d'oro e d'argento, allo scaglione d'azzurro con tre crocette una sull'altra, quelle in capo e in punta patenti e d'azzurro, la terza trifogliata d'argento, caricanti lo scaglione Motto: Nil inferiora morantur (citato in (15)) |
|        | Crétien (Nizzardo) D'azzurro, alla croce trifogliata d'oro (citato in (15)) |
|        | Crevenna (Milano) d'argento al ramo di fava di verde posto in palo, attraversato da una torre torricellata di due pezzi di rosso (citato in (4) – Vol. II pag. 574) |

### Cri
| Stemma | Casato e blasonatura |
| ------ | --- |
|        | Cribellis (la blasonatura non è stata ancora caricata) (citato in DAlena) |
|        | Cribellis de Nerviano (la blasonatura non è stata ancora caricata) (citato in DAlena) |
|        | Cribellis de Parabiago (la blasonatura non è stata ancora caricata) (citato in DAlena) |
|        | Cribellis de Uboldo (la blasonatura non è stata ancora caricata) (citato in DAlena) |
|        | Crico (Feltre) Titolo: Nobile troncato: al 1º d'azzurro, a tre fasce d'argento, con una squadretta dello stesso, attraversante e rovesciata; al 2º di argento alla fenice sulla sua immortalità fissante un sole d'oro, cucito, orizzontale a destra (citato in (4) – Vol. II pag. 574) |
|        | Cridis (Cossato) Fasciato d'azzurro e d'oro, con il capo del secondo, carico di un'aquila, di nero (citato in (15)) |
|        | Crimibella o Crimabella (Sicilia) di rosso, al grifo d'oro rampante, tenente con le zampe anteriori una testa umana di carnagione, barbuta, in atto di posarla sopra un monte d'oro di cinque vette, movente dall'angolo destro della punta (citato in Mango) di rosso, con un grifo d'oro rampante tenente con la zampa anteriore destra una testa umana di carnagione barbuta, in atto di posarla sopra un monte d'oro movente dall'angolo destro della punta (citato in (26)) Notizie storiche in Famiglie nobili di Sicilia.                                                                                          |
|        | Crippa (Roma) di rosso al castello d'argento, accompagnato in punta da due spade decussate dello stesso; al capo dell'impero (citato in (4) – Vol. II pag. 575) |
|        | Crisafi o Grisafi (Messina, Ragusa) Titolo: barone di Linguagrossa, Pancaldo; conte di Terranova interzato in banda:di rosso, argento e nero, il secondo caricato da un leone di rosso (citato in (16) e in Mango) interzato in banda di rosso, d'argento e di nero; il secondo caricato da un leone del primo (citato in (26)) Motto: Vincere scit et parcere victis Corona di barone Notizie storiche in Famiglie nobili di Sicilia. |
|        | Crisafulli (Sicilia) di rosso, all'albero di alloro, sradicato al naturale, sostenuto da due leoni d'oro, controrampanti ed affrontati al tronco (citato in Mango) |
|        | Criscione (Comiso) Titolo: barone di Corallo partito, al 1º troncato: a) d'oro, al leone di rosso, tenente con le zampe anteriori un ramo di crescione al naturale in palo, b) fasciato d'azzurro e d'oro, i pezzi d'azzurro caricati cadauno da tre stelle d'argento di 5 raggi, ordinate in fascia; al 2º d'argento a tre scaglioni, il 2º sormontato da una crocetta, il tutto di rosso (citato in (4) – Vol. II pag. 575, in (16), in Mango e in (26)) Notizie storiche in Famiglie nobili di Sicilia. |
|        | Crisconio (Scala) (la blasonatura non è stata ancora caricata) (citato in DAlena) |
|        | Criscuolo (Scala) (la blasonatura non è stata ancora caricata) (citato in DAlena) |
|        | Criscuolo (Napoletano) d'azzurro, alla fascia ondata d'argento sostenente un leone uscente d'oro ed accompagnata in capo da tre stelle poste in fascia ed in punta da un crescente, il tutto d'oro (citato in (33)) |
|        | Crisolini (Bagno di Romagna, Firenze) d'azzurro a tre torri d'oro sorgenti dal mare agitato dello stesso e sormontate da tre api d'oro ordinate in capo Motto: Triplici securitate (citato in (4) – Vol. II pag. 575) |
|        | Crisolini (Arezzo) D'azzurro, a tre torri d'oro, la mediana più alta, fondate sul mare ondoso al naturale, e accompagnate da tre api montanti d'oro, ordinate in capo (citato in (13)) |
|        | Crispano (Molise, Abruzzo) Spaccato: nel 1° d'azzurro al leone uscente d'oro; nel 2° di rosso, a due caprioli d'oro posti uno sopra l'altro (citato in DAlena) |
|        | Crispano (Sicilia) di rosso, a due caprioli d'oro, e il capo d'azzurro, al leone uscente del secondo (citato in Mango) |
|        | Crispi o Crespi (Palermo) d'argento, al castagno al naturale terrazzato di verde (citato in (2) – pag. 540 e in DAlena) d'azzurro, con albero di castagna al naturale, fruttifero di cinque rizzi d'oro (citato in (26)) Notizie storiche in Famiglie nobili di Sicilia. |
|        | Crispi (Cesena) (la blasonatura non è stata ancora caricata) (citato in BLCW) Immagine in Blasone Cesenate. |
|        | Crispo (Messina, Trapani, Palermo) d'azzurro, al castagno sradicato d'oro, fruttifero di cinque pezzi dello stesso (citato in Mango) |
|        | Crispo (Venezia) 3 losanghe accollate in fascia di nero sormontate da - 2 crocette ricrociate poste in fascia dello stesso tutto su oro (citato in LEOM) |
|        | Crispo de' Monti (Abruzzo) D'azzurro al monte di tre cime al naturale, sormontato da una pianta cespugliosa al naturale; il tutto accompagnato da tre stelle d'argento (citato in DAlena) |
|        | Crispolti (Rieti, Torino, Roma) d'oro alla fascia di nero accompagnata in capo d tre gigli di rosso posti fra i pendenti di un lambello rovesciato dello stesso ed in punta da tre bande d'azzurro Cimiero: un pellegrino posto in maestà e tenente colla destra un cartello col motto: Ubique patria (citato in (4) – Vol. II pag. 575) |
|        | Crispolti (Rieti, Torino, Roma) fascia di azzurro su oro - 3 gigli di rosso e lambello rovesciato di nero a 4 gocce su oro - 3 bande di nero su oro (citato in LEOM) |
|        | Cristallini (Trevi) (la blasonatura non è stata ancora caricata) Notizie storiche nel sito della Associazione Pro Trevi. |
|        | Cristiani (Firenze) D'argento, al liocorno inalberato di rosso (citato in (13)) |
|        | Cristiani (Pistoia) Palato di sei pezzi d'oro e di rosso (citato in (13)) |
|        | Cristiani (Prato) D'oro, all'albero di verde nodrito su un monte di sei cime dello stesso (citato in (13)) |
|        | Cristiani (Solero) Titolo: conti di Ravarano D'oro, alla croce d'azzurro, carica di cinque stelle (8) del campo (citato in (15)) |
|        | Cristiani (Francia) 5 stelle (8 raggi) di oro su croce di azzurro su oro (citato in LEOM) |
|        | Cristiano (Catanzaro) D'azzurro al monte all'italiana di tre cime d'oro uscente dalla punta e sostenente due leoni affrontati dello stesso che tengono con le branche anteriori una croce latina di rosso (citato in DAlena e in BLCL) |
|        | Cristin (Firenze) D'azzurro, a tre chiodi di nero appuntati in ventaglio, racchiusi entro una corona di spine al naturale, legata di rosso; con il capo cucito d'Angiò (citato in (13)) |
|        | Cristin (Toscana) (DE) In Blau 1 naturfarbener Dornenkranz, 1 senkrecht gestellten schwarzen Pfeil umschließend und oben begleitet von 1 vierlätzigen roten Turnierkragen mit je 1 goldenen Lilie zwischen den Lätzen (citato in (28)) |
|        | Cristin o Cristin del Lion d'Oro (Toscana) (DE) In Blau 1 naturfarbener Dornenkranz, 3 fächerförmig gestellte und von 1 roten Band umwundene schwarze Pfeile umschließend und oben begleitet von 1 vierlätzigen roten Turnierkragen mit je 1 goldenen Lilie zwischen den Lätzen (citato in (28)) |
|        | Cristofalo o De Cristofaro (Sicilia) d'argento, al pino a capitozzo, nodrito sulla pianura erbosa, sostenuto a sinistra da un leoncino coronato d'oro, il tutto al naturale, e sormontato da tre stelle di sei raggi di rosso, ordinate in fascia (citato in Mango) |
|        | Cristofani (Firenze) Di..., al monte di cinque cime di..., sostenente sulle cime laterali due pannocchie di...; accompagnato in capo da una croce di Pisa, e in punta da una testa di cherubino di... (citato in (13)) |
|        | Cristofani (Siena) Partito: nel 1º di..., all'aquila dal volo abbassato di..., uscente dalla partizione; nel 2º di..., a tre teste di montone di..., 2.1 (citato in (13)) |
|        | Cristofani (Siena) D'azzurro, seminato di stelle a otto punte d'oro, alla banda diminuita attraversante dello stesso (citato in (13)) |
|        | Cristofani (Siena) D'azzurro, alla stella a otto punte d'argento alias D'azzurro, alla stella a otto punte d'oro (citato in (13)) |
|        | Cristofoli (Asolo) Troncato d'azzurro e di rosso ad una fascia d'oro sull partizione accompagnata in capo da tre stelle (6) d'argento male ordinate ed in punta da tre spade alte al naturale, ordinate in palo (citato in DAlena) |
|        | Cristofori (Aviano, Udine) troncato: al 1º d'argento al braccio vestito di azzurro, tenente con la mano di carnagione tre gigli di giardino, di oro; al 2º d'azzurro a 3 stelle (6) d'argento (citato in (4) – Vol. II pag. 576) |
|        | Cristofori (Viterbo) troncato: nel 1º d'azzurro alla cometa d'argento posta in palo; nel 2º d'oro al monte di 6 cime al naturale colla fascia di verde attraversante sulla troncatura (citato in (4) – Vol. II pag. 577) |
|        | Crituago o Crituazo (VitVeneziarbo) sbarra di rosso sostenente una banda a sinistra e appoggiata su 2 bande a destra in basso tutto di rosso senza linee di divisione su argento (citato in LEOM) |
|        | Crivelli (Pergine (Trento)) Titoli: Nobile del S. R. I. e di Kreuzberg (Montecroce), Conte del S. R. I. troncato: a) d'oro all'aquila di nero; b) d'azzurro al crivello d'oro Cimiero: l'aquila bicipite partita dio nero e d'oro linguata di rosso Sostegni: a destra: il leone d'oro con la coda alzata, linguato di rosso, con la testa all'infuori; a sinistra: l'aquila di nero, con la testa pure rivoltata all'infuori (citato in (4) – Vol. II pag. 577) |
|        | Crivelli (S. Severino (Marche)) di azzurro alla fascia d'oro accompagnata in capo da un'aquila al naturale spiegata e coronata e in punta da un crivello d'oro (citato in (4) – Vol. II pag. 578) |
|        | Crivelli (Milano) Titolo: marchesi di Canelli, Montaldo Scarampi; signori di Castelletto Uzzone, Montechiaro, Rocchetta Belbo; consignori di Agliano, Cassinasco inquartato di rosso e d'argento, al crivello d'oro, attraversante sul tutto; al capo di oro, caricato di un'aquila di nero, coronata del campo (Immagine nella Raccolta stemmi Trippini (JPG).) (citato in (4) – Vol. II pag. 578 e in (15)) crivello (setaccio) di oro su inquartato di rosso e di argento - capo d'Impero (citato in LEOM) (la blasonatura non è stata ancora caricata) (Immagine nella Raccolta stemmi Topoguz.) Motto: Sordida pello |
|        | Crivelli (Parabiago) inquartato: di rosso e d'argento, al crivello d'oro, attraversante sul tutto; al capo d'oro, caricato di un'aquila di nero, coronata del campo (citato in (4) – Vol. II pag. 579) |
|        | Crivelli e Crivelli di Bollita (Napoli) Titolo: duchessa di Rocca Imperiale, col predicato di Bollita, trattamento di donna / nobili inquartato di rosso e di nero al crivello d'oro sul tutto, col capo caricato da un'aquila spiegata di nero, coronata del campo (citato in (16)) crivello (setaccio) di oro su inquartato di rosso e di nero - capo d'Impero (citato in LEOM) |
|        | Crivelli (Cremona) Titolo: conti di Ossolaro, duchi inquartato di rosso e d'argento, al crivello d'oro posto in cuore e attraversante sul tutto; con il capo d'oro, all'aquila di nero, coronata del campo (citato in BLCR) Immagine in Blasonario Cremonese (archiviato dall'url originale il 1º giugno 2017). Motto: Nulla nisi ardua virtus |
|        | Crivelli (Cesena) (la blasonatura non è stata ancora caricata) (citato in BLCW) Immagine in Blasone Cesenate. |
|        | Crivelli Visconti (Milano) inquartato: nel 1º e 4º di Crivelli (inquartato: di rosso e d'argento, al crivello d'oro, attraversante sul tutto; al capo d'oro, caricato di un'aquila di nero, coronata del campo); nel 2º e 3º di Visconti (d'argento alla biscia ondeggiante in palo d'azzurro ingolante un moro di carnagione) (citato in (4) – Vol. II pag. 579) |
|        | Crivellini (Firenze) Partito: nel 1º ripartito d'argento e di rosso, al crivello al naturale, sormontato dall'aquila dal volo abbassato di nero, l'uno e l'altra attraversanti; nel 2º di..., all'albero di..., nodrito sul terreno al naturale e sinistrato da un leone di..., tenente una chiave pendente di..., legata di... (citato in (13)) |

### Cro
| Stemma | Casato e blasonatura |
| ------ | --- |
|        | Croce (Bologna) inquartato di rosso e d'azzurro, alla croce inquartata di rosso e d'argento, attraversante sull'inquartato, separata dai cantoni di rosso da un filetto d'argento (FR) Écartelé de gueules et d'azur, à la croix écartelée de gueules et d'argent, brochant sur l'écartelé, séparée des quartiers de gueules par un filet d'argent. (citato in (8)) |
|        | Croce (Milano) d'argento, alla croce di dodici punte di rosso (FR) D'argent, à une croix de douze pointes de gueules. (citato in (8)) |
|        | Croce (Napoli) Titolo: nobili d'oro alla croce di verde caricata in cuore da uno scudetto di ermellino, portante il motto Lex (citato in (4) – Vol. II pag. 580, in DAlena e in (16)) |
|        | Croce (Ragusa/Dubrovnik) partito: nel 1º di rosso, al leone d'oro, tenente una piccol croce latina dello stesso; nel 2º di rosso, a tre bande d'argento, quella centrale caricata di due gigli di rosso, posti in sbarra (citato in (7)) (FR) Parti: au 1, de gueules, au lion d'or, tenant une petite croix latine du même; au 2, de gueules, à trois bandes d'argent, celle du milieu ch. de deux fleurs-de-lis de gueules, posées chacune en barre. Casque couronné. (citato in (8)) |
|        | Croce (Sicilia) partito; nel 1° di rosso, con la croce biforcata d'argento, nel 2° d'azzurro, con una fascia d'oro accompagnata da quattro stelle dello stesso, ordinate 3 in capo ed 1 in punta (citato in (26)) Notizie storiche in Famiglie nobili di Sicilia. |
|        | Croce (Torino) Titolo: consignori di Pralormo D'argento, alla croce di Calvario, di rosso, biforcata alias Palato d'argento e di rosso, alla banda d'azzurro sul tutto Motto: Cognitione et prudentia (citato in (15)) |
|        | Croce (Venezia) d'azzurro, al leone d'argento, tenente una croce latina d'oro (FR) D'azur, au lion d'argent, tenant de ses pattes une croix latine d'or. (citato in (8)) |
|        | Crociani (Firenze) D'azzurro, alla banda d'oro accompagnata da due monti di sei cime dello stesso, 1.1 (citato in (13)) |
|        | Crodarij Troncato d'argento e di rosso, alla quercia con il tronco accollato a più giri da una serpe, il tutto al naturale (citato in (15)) |
|        | Crognali (Abruzzo) Inquartato: nel 1° d'oro alla torre di rosso aperta e finestrata di nero sormontata da tre stelle di otto raggi d'azzurro; nel 2° d'oro al leone naturale coronato del campo impugnante una spada nuda, addestrata da un'aquila al volo abbassato al naturale, coronata del campo; nel 3° d'azzurro al pino di verde terrazzato dello stesso sinistrato da un leone d'oro rampante contro il fusto e addestrato da altro simile giacente; nel 4° d'oro alla sbarra cucita d'argento sormontata da tre stelle di otto raggi dello stesso (citato in DAlena) |
|        | Crognali (Lanciano) Inquartato: nel 1° d'oro alla torre di rosso aperta e finestrata di nero sormontata da tre stelle di otto raggi d'argento; nel 2° d'oro al leone naturale coronato del campo impugnante una spada nuda, addestrata da un'aquila al volo abbassato al naturale, coronata del campo; nel 3° d'azzurro al pino di verde terrazzato dello stesso sinistrato da un leone d'oro rampante contro il fusto e addestrato da altro simile giacente; nel 4° d'oro alla sbarra cucita d'argento sormontata da tre stelle di otto raggi dello stesso (Immagine nella Raccolta stemmi Trippini (JPG).) |
|        | Crognali (Chieti, Lanciano) torre al naturale su oro - 3 stelle (6 raggi) di azzurro poste in fascia in alto su oro - leone rampante al naturale coronato di oro spada in destra aquila di nero ali abbassate coronata di oro su oro - leone rampante contro un albero al naturale su terrazzo di verde leone sdraiato rivolto su azzurro - sbarra di azzurro su oro - 3 stelle (6 raggi) di azzurro su oro poste in fascia in alto (citato in LEOM) |
|        | Crolla o Crola (Vercelli) D'argento, a due pali d'azzurro, con il capo del secondo, carico di due gigli del primo alias Fasciato d'azzurro e d'argento, con il capo del primo, cucito, carico di due gigli del secondo Motto: Insignia numina decunt - In signa numina decunt (citato in (15)) |
|        | Crollalanza o Di Crollalanza (Bari) Titolo: nobili interzato: 1° d'argento all'aquila di nero, 2° d'oro al leone di rosso tenente con la zampa anteriore destra una lancia armata d'argento, 3° d'argento a tre fasce ondate di rosso (citato in (16)) interzato in fascia; nel 1° d'argento all'aquila di nero; nel 2° d'oro, al leone leopardito di rosso, tenente con la zampa anteriore destra una lancia di nero, armata di argento, posta in sbarra; nel 3° d'argento a tre fasce ondate di rosso (citato in Mango) aquila di nero su argento - leone passante di rosso lancia in destra e sulla spalla su oro - 3 fasce di rosso ondate su argento (citato in LEOM) Cimiero: (sopra un elmo coronato) un leone di rosso, uscente, tenente la lancia come nello scudo Supporti: due grifoni spaccati di nero e di rosso Motto: Né per crollar si spezza |
|        | Crollalanza (Piacenza) aquila coronata di nero su argento - leone passante di rosso lancia in destra e sulla spalla su oro - 3 fasce di rosso ondate su argento (citato in LEOM) |
|        | Crollalanza (Sicilia) diviso; nel 1° d'oro, con un leone passante di rosso, portante in ispalla un'asta di nero sormontata dalla lancia d'argento; nel 2° d'argento; con tre bande ondate di rosso (citato in (26)) Elmo di nobile Notizie storiche in Famiglie nobili di Sicilia. |
|        | Crollanza (Sicilia) d'oro, con un leone di rosso passante sopra un fiume fluttuoso d'argento portante in ispalla un'asta con lancia di nero, posta in isbarra (citato in (26)) Notizie storiche in Famiglie nobili di Sicilia. |
|        | Crosa (Genova) di azzurro, a tre fasce cucite di rosso; sopra il tutto in cuore uno scudetto di argento caricato da un'aquila di nero coronata di oro Motto: Nec flectitur aura (citato in (4) – Vol. II pag. 581) |
|        | Crosa o Crozart (Linguadoca) Titolo: nobili (in Francia) D'argento, al ciliegio di verde, fruttato di rosso, con il capo d'azzurro, carico di tre crocette d'oro, male ordinate (citato in (15)) |
|        | Crosa (Torino) D'oro, al cervo al naturale, passante sulla campagna di verde, con il capo d'argento, sostenuto di rosso, carico di tre crocette di azzurro, ordinate in fascia (citato in (15)) |
|        | Crosa (Graglia) Troncato, al 1° d'azzurro, a tre crocette d'oro, ordinate in fascia, al 2° d'argento, alla pianta di olivo di verde, fruttata d'oro Motto: Vera loquere (citato in (15)) |
|        | Crosa (Ovada) Fasciato di otto pezzi d'azzurro e di rosso. Sul tutto uno scudetto d'argento, all'aquila di nero (citato in (31)) |
|        | Crosara (Chioggia) (la blasonatura non è stata ancora caricata) (citato in Araldica gentilizia (archiviato dall'url originale il 24 settembre 2015).) |
|        | Crosetti (Asti) Troncato, al 1° di rosso, alla croce patente, di nero, al 2° scaccato d'oro e di nero Motto: Ex labore quies alias Tagliato, di rosso, alla croce d'argento, di otto punte, e scaccato in sbarra, d'oro e di nero Motto: Quies et labor - Quies in labore (citato in (15)) |
|        | Crosetto (Casale?) D'oro, alla sbarra d'azzurro, accostata da due crocette patenti, dello stesso, con il capo d'oro, cuicto, carico di un'aquila di nero (citato in (15)) |
|        | Crosiglia (Carmagnola) Troncato, al 1° d'azzurro, alla croce scaccata d'argento e di rosso, accantonata da quattro stelle, d'oro, al 2° d'oro, a tre piante di giglio, fiorite d'argento Motto: In cruce lilia (citato in (15)) |
|        | Crosse (Parigi) partito: di rosso e d'argento col capo palato degli stessi colori di quattro pezzi abbassato sotto un altro capo d'azzurro caricato di u leone passante d'oro tenente colla branca destra una mazza(crosse) dello stesso, in sbarra (citato in (4) – Vol. II pag. 581) |
|        | Crosse (Parigi) cicogna di oro beccata di argento su rosso (citato in LEOM) |
|        | Crosta, Crosta Curti, Crosta di Moncalvo (Como- Lombardia) Titolo: Baroni, Nobili di Moncalvo Signori di Cassera, Morbio e Vergosio D'argento, allo scudetto d'azzurro carico del decimale X d'oro, posto in cuore, sormontato da una biscia ondeggiante in fascia di verde, linguata bifida e illuminata di nero, e accostato a due trifogli di verde, i gambi del medesimo; al capo d'oro con l'aquila di nero poggiante sulla partizione, imbeccata e coronata del campo (citato in 'Bibliografia di riferimento Elenco dei Titolati Italiani, Blasonario Generale Italiano, Annuario della Nobiltà Italiana) |
|        | Crotta (Brescia) (la blasonatura non è stata ancora caricata) (citato in DAlena) |
|        | Crotta o Grotta? o Crotti? (Monferrato) Troncato di rosso e d'azzurro, il 1° caricato da una rosa d'oro (citato in (15)) |
|        | Crotta o Crotti bandato d'ermellino (?) e di rosso, con il capo di [...] (citato in (15)) |
|        | Crotta o Crotti (Cremona) d'oro al leone di nero tenente con le branche anteriori una lista bianca svolazzante sulla sua testa, e portante in lettere romane maiuscole di nero il motto SERVA MANDATA (citato in BLCR) Immagine in Blasonario Cremonese (archiviato dall'url originale il 1º giugno 2017). Motto: Serva mandata |
|        | Crotti detti Crotti Imperiali (Costigliole (Saluzzo), Torino, Savigliano) Titolo: conti di Costigliole, Levaldigi; signori di Casaleggio, Castel d'Angogna, Fisrengo, Motta de' Conti, Robbio, Torrione d'azzurro a tre pali d'argento, col capo di rosso carico di tre conchiglie d'oro, ordinate in fascia Cimiero: l'aquila di nero, linguata di rosso Motto: Numine et acumine (citato in (4) – Vol. II pag. 582 e in (15)) |
|        | Crotti (Ivrea) Inquartato, al 1° e 4° d'oro, all'aquila coronata, di nero, al 2° e 3° fasciato d'argento e di rosso Motto: Nec fulmine nec senio (citato in (15)) |
|        | Crotti (Cremona) Titolo: conti di Vinzaglio; signori di Casalino e Pisnengo D'oro, al leone di nero, tenente con le zampe anteriori un cartiglio bianco svolazzante sulla testa, con la scritta SERVA MANDATA alias D'oro, al leone di nero, linguato di rosso, tenente tra i denti una lista d'argento, con la scritta SERVA MANDATA, il leone sostenuto da un monte di tre cime, di verde, muovente dalla punta Motto: Virtus non indiget (citato in (15)) |
|        | Crotti (Parma) fascia di oro su 3 pali di oro su rosso - vajo di 4 file - capo d'Impero (citato in LEOM) |
|        | Crotti de Rossi (Torino) Titolo: Conte di Costigliole d'azzurro a tre pali d'argento, col capo di rosso carico di tre conchiglie d'oro, ordinate in fascia (citato in (4) – Vol. II pag. 582) |
|        | Crova (Torino) Titolo: Barone di Vaglio inquartato: il 1º e 4º d'oro, a due fasce di rosso, fiammeggianti, moventi rispettivamente dalla partizione, terminanti in punta verso il lembo esteriore; il 2º e 3º fasciato di rosso e d'oro (citato in (4) – Vol. II pag. 583) Cimiero: il liocorno nascente |
|        | Crova (Torino) 2 fasce fiammate di rosso su oro - fasciato di rosso e di oro (citato in LEOM) |
|        | Crova (Nizza Monferrato) Titolo: baroni di Vaglio; consignori di Colcavagno, Murisengo, Villadeati Inquartato, al 1° e 4° d'oro a due fasce di rosso, fiammeggianti, moventi rispettivamente dalla partizione, terminanti in punta verso il lembo esteriore, al 2° e 3° fasciato di rosso e d'oro Motto: Coelo et solo (citato in (15)) |
|        | Crova (Monferrato) Inquartato, al 1º e 4º d'argento, al 2º e 3º fasciato ondato di verde e d'argento (citato in (15)) |
|        | Crova (Torino) Inquartato, al 1º e 4º di nero, al 2º e 3º d'argento, a quattro fasce di verde ondate, il tutto sotto un capo d'oro, carico di un'aquila di nero Motto: Coelo et solo (citato in (15)) |
|        | Crova (Montechiaro) Inquartato, al 1º e 4º d'argento, a quattro fasce di verde ondate, al 2º e 3º dello stesso, il tutto sotto un capo d'oro, carico di un'aquila di nero, linguata del campo (citato in (15)) |
|        | Crova (Chivasso) Titolo: conti di San Raffaele Inquartato, al 1º e 4º d'argento, al 2º e 3º dello stesso a quattro fasce di verde ondate, il tutto sotto un capo d'oro, carico di un'aquila di nero, linguata del campo Motto: Coelo et solo (citato in (15)) |
|        | Crovara Pescia (Palermo, Genova) Titolo: barone di Irosa d'argento, al mare fluttuoso di azzurro, caricato di due pesci al naturale posti in fascia l'uno sull'altro e sormontato da tre stelle di 8 raggi d'oro, male ordinate (citato nel Libro d'Oro della Nobiltà Italiana. ed. XII vol. XIII. 1959. Istituto araldico romano) (citato in (4) – Vol. II pag. 583 e in (26) Famiglie nobili di Sicilia.) |
|        | Crozza (La Spezia, Torino) Titolo: Nobile (per il decurionato di Tortona) partito: il 1º d'argento, alla croce di rosso, patente e scorciata; al 2º di argento, alla casa di azzurro, uscente dai due lembi, aperta e finestrata di nero, col cane bianco, al naturale, seduto davanti alla porta, in atto di custodirla (citato in (4) – Vol. II pag. 584 e in (15)) |
|        | Crozza (Tortona) d'argento, alla croce di rosso, scorciata e bifida Cimiero: il grifone alato, nascente, coronato d'oro Motto: Fata si poscunt dabo (citato in (4) – Vol. II pag. 584 e in (15)) |

### Cru
| Stemma | Casato e blasonatura |
| ------ | --- |
|        | Cruciani (Spello, Amandola) d'azzurro, alla banda d'oro accompagnata da due monti di sei come dello stesso (citato in (4) – Vol. II pag. 584)                                              |
|        | Crudeli (Siena) D'oro, all'albero di pino di verde, nodrito su un monte di tre cime dello stesso, accostato al tronco da due crescenti montanti d'azzurro (citato in (13))                 |
|        | Cruito (Sicilia) D'azzurro all'ippogrifo corrente d'oro (citato in DAlena) d'azzurro, con un cavallo alato d'oro corrente (citato in (26)) Notizie storiche in Famiglie nobili di Sicilia. |
|        | Cruyllas o Coriglies (Sicilia) di rosso, a dodici crocette patenti d'argento, situate 3, 3, 3 e 3 alias di rosso, a nove crocette patenti d'argento, poste 3, 3, 2 e 1 (citato in Mango)   |

### Cub
| Stemma | Casato e blasonatura |
| ------ | --- |
|        | Cubici o Curbici o Cubrici (Sciacca) d'azzurro, a tre torri d'argento (citato in Mango) d'azzurro, con tre torri di argento merlate di quattro pezzi, aperte e finestrate di nero (citato in (26)) Notizie storiche in Famiglie nobili di Sicilia. |
|        | Cubitt scaccato di oro e di rosso alla punta di argento rovesciata, movente dal lembo superiore dello scudo, caricata di una testa di leone di nero, strappata, illuminata, linguata di rosso Ornamenti: esteriori comitali Svolazzi: d'oro e di rosso Cimiero: la colonna di marmo caricata di due sciabole decussate Motto: Seis qui prudens (citato in (4) – Vol. II pag. 584) |

### Cuc
| Stemma | Casato e blasonatura |
| ------ | --- |
|        | Cucca e Cucca Mistrot (Torino, Villarbasse) Titoli: Signore di Villarbasse, Nobile d'oro, alla banda di rosso, caricata di tre venti d'argento, accostati da due filetti del campo Cimiero: cigno d'argento, nascente, tenente col becco un anello d'oro, nel quale è incastonato un rubino (citato in (4) – Vol. II pag. 585) D'oro, alla banda di rosso, carica di due filetti d'oro e di tre venti d'argento, posti in maestà e soffianti dello stesso (citato in (15)) Motto: Ubique non mutant |
|        | Cucchi (Brescia) troncato: nel 1º di nero alla fascia d'azzurro caricata di due cucchi (cuculi) d'argento; nel 2º d'argento alla fascia di rosso caricata di un tronco d'albero sradicato al naturale nel senso della fascia (citato in (2) – pag. 217 e in DAlena) |
|        | Cucchi (Milano, Bergamo, Martinengo (Bergamo)) troncato: al 1º di argento a due cucchi al naturale, affrontati; al 2º d'azzurro ad una stella di sei raggi, d'argento (citato in (4) – Vol. II pag. 585) |
|        | Cucchi o Cucco o Cucho (Cherasco) Troncato d'oro e d'argento, alla fascia di rosso sulla partizione, con la quercia attraversante, nutrita sulla pianura erbosa, sostenente un cuculo, il tutto al naturale (citato in (15)) |
|        | Cucco Marino o Cuccomarino o Cuccomarini (Calabria, Piemonte, Spagna, Baviera) Titolo: nobili di Borrello e Arena, baroni di Suprà, Melicuccà, Corticosa e Infratarè D'azzurro alla banda d'argento, caricata da una stella (6) d'azzurro accompagnata in punta da un cucco al naturale, in piedi sopra un colle di verde (citato in (16)) d'azzurro alla banda d'argento caricata da una stella azzurra, accompagnata in punta da un cucco d'argento, in piedi sopra un colle di verde (citato in (19)) Motto: Dextera Domini fecit virtutem, dextera Domini exaltavit me Notizie storiche in Nobili napoletani. |
|        | Cuccoli (Fiesole) D'argento, all'aquila dal volo spiegato di nero, sostenuta da un monte di tre cime dello stesso (citato in (13)) |
|        | Cuccoli (Firenze) uccello cuculo al naturale in maestà ali spiegate su monte a 3 cime di nero su argento (citato in LEOM) |
|        | Cuciatti de' Bandini (Siena) Troncato fiammeggiante d'azzurro e d'oro, a tre palle, 2.1, dell'uno nell'altro (citato in (13)) |
|        | Cuculi (Firenze) Di rosso, a tre uccelli posati di nero, 2.1 (citato in (13)) |

### Cuf
| Stemma | Casato e blasonatura |
| ------ | --- |
|        | Cuffari o Coffaro o Cuffaro (Palermo, Agrigento) Titolo: nobili di Sicilia d'azzurro alla colomba d'argento volante, tenente un ramoscello d'olivo accompagnato da un sole nascente dal mare al naturale (citato in (16) e in Mango) colomba della pace in volo in alto su azzurro - sole radiato di oro nascente da mare al naturale su azzurro (citato in LEOM) |
|        | Cuffari-Ristori (Palermo) partito: nel 1° d'azzurro alla colomba d'argento, volante, tenente nel becco un ramoscello d'olivo di verde, accompagnata da un sole d'oro, sorgente dal mare al naturale, movente dalla punta (Cuffari); nel 2° d'azzurro, alla fontana zampillante d'argento, posta a destra, sinistrata da un cervo al naturale, il tutto sostenuto da una campagna di verde, e sormontato da tre stelle di sei raggi d'argento, ordinate in capo (Ristori) Corona da marchese Motto: Moderata durant (citato in Mango) |
|        | Cuffari Ristori (Portici) colomba della pace in volo in alto su azzurro - sole radiato di oro nascente da mare al naturale su azzurro - cervo al naturale passante verso una fontana zampillante di argento su terrazzo di verde su azzurro - 3 stelle (6 raggi) di argento in alto poste in fascia su azzurro (citato in LEOM) |
|        | Cuffo o Cuffi (Vigone) Inquartato d'argento e di nero (citato in (15)) |

### Cug
| Stemma | Casato e blasonatura |
| ------ | --- |
|        | Cuggino o Guggino o Cugino (Sicilia) d'oro, al destrocherio armato d'argento, impugnante una spada dello stesso, posta in sbarra (citato in Mango) d'oro, con un braccio destro armato, impugnante una spada d'argento, alta in palo movente dal fianco sinistro dello scudo (citato in (26)) Notizie storiche in Famiglie nobili di Sicilia. |
|        | Cugia (Sassari, Alghero, Cagliari), Roma, Rapallo troncato: al 1º d'azzurro al cane passante, posto a sinistra e più in alto a destra un'aquila, il tutto di argento; l'aquila volante verso un sole d'oro orizzontale a destra; al 2º d'oro all'olmo nodrito sulla campagna erbosa, il tutto di verde, sinistrato da un leone di rosso, tenente una spada d'argento (citato in (4) – Vol. II pag. 585) troncato: al 1º d'azzurro al cane rampante, posto a sinistra e più in alto a destra un'aquila, il tutto di argento; l'aquila volante verso un sole d'oro orizzontale a destra; al 2º d'oro all'olmo nodrito sulla campagna erbosa, il tutto di verde, sinistrato da un leone di rosso, tenente una spada d'argento (citato in (10)) Spaccato: nel 1° d'azzurro al cane d'argento nella sinistra dello scudo passante, e più in alto a destra un'aquila pure d'argento volante verso un sole d'oro nell'angolo destro del capo; nel 2° d'oro all'olmo di verde nodrito sulla campagna erbosa del medesimo e sinistrato da un leone di rosso impugnante con la branca destra una spada d'argento alta in palo (citato in DAlena) |
|        | Cugini (Reggio Emilia, Fara Sabina, America del Sud) partito, semitroncato a sinistra: nel 1º di verde al palo doppio-merlato, scorciato d'argento; nel 2º d'argento alla croce di rosso; nel 3º d'azzurro alla torre d'oro aperta e finestrata di nero, fondata di un ristretto di terreno pure d'oro (citato in (4) – Vol. II pag. 586) |

### Cui
| Stemma | Casato e blasonatura                                                               |
| ------ | ---------------------------------------------------------------------------------- |
|        | Cuito (Sicilia) d'azzurro, all'ippogrifo corrente d'oro (citato in (2) – pag. 324) |

### Cul
| Stemma | Casato e blasonatura |
| ------ | --- |
|        | Cultrera o Cutrera (Siracusa, Chiaramonte) Titolo: barone di Montesano, nobili dei baroni di Montesano d'azzurro, alla torre di rosso, fondata sulla campagna di verde, merlata di cinque pezzi alla guelfa, aperta, finestrata e murata di nero, cimata da un guerriero armato di tutte pezze al naturale, con la spada sguainata in sbarra, imbracciante lo scudo, il tutto al naturale (citato in (4) – Vol. II pag. 587, in (16), in Mango e in (26)) Notizie storiche in Famiglie nobili di Sicilia. |

### Cum
| Stemma | Casato e blasonatura |
| ------ | --- |
|        | Cumano (Feltre) Titolo: Nobile d'azzurro, alla fascia accompagnata da due stelle (6) il tutto di oro (citato in (4) – Vol. II pag. 587) |
|        | Cumbo (Sicilia) d'azzurro, al nodo gordiano d'argento, alla spada dello stesso guarnita d'oro, posta in banda e appuntata al nodo (citato in Mango) alias D'argento col nodo di Salamone d'azzurro, e una lancia del medesimo movente dall'angolo sinistro dello scudo, appuntato al nodo (citato in (26)) Cimiero: un braccio armato al naturale, la mano di carnagione, impugnante la spada dello scudo Motto: Vi sed non ingenio Notizie storiche in Famiglie nobili di Sicilia. |
|        | Cuminis (la blasonatura non è stata ancora caricata) (citato in DAlena) |

### Cun
| Stemma | Casato e blasonatura |
| ------ | --- |
|        | Cuneo D'azzurro, alla mezzaluna d'argento, crescente, accompagnata da tre stelle d'oro, due in capo e un in punta Motto: D'ardant desir (citato in (15)) |
|        | Cuneo d'Ornano (Corsica) 2 leoni controrampanti di rosso premendo con una zampa anteriore un chiodo di nero su un tronchetto posto in palo dello stesso tutto su terrazzo di verde su argento - torre a 3 merli alla guelfa di oro su rosso (citato in LEOM) |
|        | Cunietti d'azzurro, a tre cunei d'oro, al quartier franco sinistro d'azzurro, cucito e carico di due spade d'argento senza guardia, quella di sinistra accollata ad un ramo di quercia al naturale; (citato in (4) – Vol. II pag. 587) |
|        | Cunietti Cunietti Gonnet (Roma, Alessandria) Titolo: Barone partito: il 1º di Cunietti, che è d'azzurro, a tre cunei d'oro, al quartier franco sinistro d'azzurro, cucito e carico di due spade d'argento senza guardia, quella di sinistra accollata ad un ramo di quercia al naturale; il 2º di Gonnet, che è troncato di rosso e d'azzurro, alla fascia d'argento sulla partizione: sopra, al leone d'oro seduto sul lembo della fascia; sotto, a tre stelle d'oro, 2, 1 (citato in (4) – Vol. II pag. 587 e in (15)) |

### Cuo
| Stemma | Casato e blasonatura                                                             |
| ------ | -------------------------------------------------------------------------------- |
|        | Cuoci (Napoletano) (la blasonatura non è stata ancora caricata) (citato in (19)) |
|        | Cuoco (Napoletano) (la blasonatura non è stata ancora caricata) (citato in (19)) |

### Cup
| Stemma | Casato e blasonatura |
| ------ | --- |
|        | Cupane o Cupani (Sicilia) di. . . al leone rampante di. . . tenente nelle zampe tre spighe di. . . (citato in Mango) |
|        | Cupelli (Loro Piceno) d'azzurro, alla cotissa di rosso abbassata in isbarra, accompagnata in capo da una cometa d'oro ondeggiante in palo, accostata da due crescenti d'argento, e in punta da sei monti d'oro (citato in (2) – pag. 155 e in DAlena) |
|        | Cuppini (Cesena) (la blasonatura non è stata ancora caricata) (citato in BLCW) Immagine in Blasone Cesenate. |

### Cur
| Stemma | Casato e blasonatura |
| ------ | --- |
|        | Curani (Venezia) (FR) D'or, au lion coupé de gueules sur argent. (citato in http://www.euraldic.com/lasu/bl/bl_c_ur.html |
|        | Curatolo (Trapani) Titolo: barone, duca di Castellamonte partito d'azzurro e d'argento, al leone al naturale, leopardito, passante sulla partizione (citato in (4) – Vol. II pag. 588, in (16) e in (26)) partito d'azzurro e d'argento, ad un leone al naturale, posto in palo, illeopardito, passante sulla partizione (citato in Mango) Notizie storiche in Famiglie nobili di Sicilia. |
|        | Curbis (Asti) Titolo: conti di S. Michele, S. Raffaele D'argento, al caduceo di rosso, con il capo d'oro, cucito, carico di un'aquila coronata, di nero alias D'argento, al caduceo di rosso, i serpenti di verde, con il capo d'oro, cucito, carico di un'aquila coronata, di nero Motto: À chascun son droict (citato in (15)) |
|        | Curbis di San Michele (Torino) caduceo di rosso su argento - capo d'Impero (citato in LEOM) |
|        | Curini (Pontremoli, Pisa) D'azzurro, al cavallo d'argento, imbrigliato di rosso, galoppante sulla campagna di verde, montato da un cavaliere armato d'argento, scagliante un'asta (o giavellotto) dello stesso alias D'azzurro, al cavallo d'argento, imbrigliato di rosso, galoppante sulla campagna di verde, montato da un cavaliere armato d'argento, scagliante un'asta (o giavellotto) dello stesso; con il capo di Santo Stefano (citato in (13)) |
|        | Curini Galletti (Pisa) d'azzurro al cavaliere romano colla lancia nella destra guardante la punta dello scudo posta in sbarra e cavalcante un cavallo galoppante sulla campagna di verde, il tutto d'argento Motto: Et decoret gloria (citato in (4) – Vol. II pag. 588) |
|        | Curione (Casale, Asti) Titolo: marchesi di Pomaro; conti di Olivola; consignori di Lazzarone, Ottiglio Interzato in fascia, al 1º d'oro, all'aquila di nero, al 2º d'azzurro, al mastio d'argento, aperto e finestrato del campo, accostato da due corone di alloro, d'oro, al 3º d'oro, a tre bande d'azzurro alias Interzato in fascia, al 1º d'oro, all'aquila di nero, al 2º d'azzurro, al mastio d'argento, aperto e finestrato del campo, accostato da due corone di alloro, d'oro, al 3º bandato d'oro e d'azzurro alias Interzato in fascia, al 1º d'oro, all'aquila coronata, di nero, al 2º d'azzurro, al castello d'argento, addestrato da una rosa dello stesso bottonata d'oro, sinistrato da un crescente pure d'argento, al 3º bandato d'argento e di rosso alias Interzato in fascia, al 1º d'oro, all'aquila di nero, al 2º d'azzurro, al castello d'argento di tre torri, accostato da due corone di alloro di verde, al 3º bandato d'azzurro e d'oro alias Interzato in fascia, al 1º d'oro, all'aquila coronata, di nero, al 2º d'azzurro, al castello, addestrato da una stella e sinistrato da un crescente, il tutto d'argento, al 3º di rosso, alla fascia d'argento alias Interzato in fascia, al 1º d'oro, all'aquila coronata, di nero, al 2º d'azzurro, al castello, addestrato da una stella e sinistrato da un crescente, il tutto d'argento, al 3º di rosso (citato in (15)) |
|        | Curlo (linea patriziale di Genova) (Taggia, Genova, Torino) d'oro all'aquila di nero, coronata del campo Motto: Penetrabili visu (citato in (4) – Vol. II pag. 589) |
|        | Curlo (linea di Taggia) (Taggia. Genova, Torino) d'argento all'aquila di rosso, membrata e coronata d'oro Motto: Penetrabili visu (citato in (4) – Vol. II pag. 589) |
|        | Curoli (Tortonese) Titolo: consignori di Cassano e Brionte D'azzurro, al pino al naturale, movente da un prato di verde uscente dalla punta, e sormontato da una civetta di nero, posata sul pino, con la testa in maestà (citato in (15)) |
|        | Curoli (Faenza) albero di pino al naturale su terrazzo di verde su azzurro - civetta (uccello) sulla cima dell'albero testa in maestà di nero su azzurro (citato in LEOM) |
|        | Curradi (Firenze) D'argento, alla gemella in banda di nero (citato in (13)) |
|        | Curradi (Pistoia) D'oro, alla banda d'azzurro, caricata di tre rose del campo (citato in (13)) |
|        | Curreno (Carrù, Torino) Titolo: nobile; conte; predicato di Santa Maddalena Troncato, al 1° d'oro, a tre cuori infiammati di rosso, ordinati in fascia, e trafitti da un unico dardo, al naturale, al 2° d'azzurro, allo scaglione d'oro, accompagnato in punta da un gladio romano, in palo (citato in (15) e in (22)) Motto: Cordibus affectis ultio dulcis voluptas |
|        | Curreno (Torino) 3 cuori infiammati di rosso trafitti da una freccia al naturale su oro posti in fascia - azzurro pieno (citato in LEOM) |
|        | Currò (Trieste) interzato in cappa, d'azzurro, d'argento e di rosso, il 1º all'ancora del secondo; il 2º al caduceo sormontato da un sole nascente del 3º; il 3º al covone di oro; col capo d'oro, a quattro ruote di rosso, ordinate in fascia Motto: Absque labore nihil (citato in (4) – Vol. II pag. 590) |
|        | Currò (Acireale) Titolo: barone interzato in calza, d'azzurro, d'argento e di rosso, il primo all'ancora del secondo, il secondo al caduceo sormontato da un sole nascente del terzo; il terzo al covone d'oro, col capo d'oro, a quattro ruote di rosso, ordinate in fascia Motto: Absque labore nihil (citato in Mango e in (26)) Notizie storiche in Famiglie nobili di Sicilia. |
|        | Curtarelli (Piacenza) Titolo: Nobile troncato: al 1º di rosso all'aquila bicipite di nero; al 2º d'azzurro pieno con la fascia d'oro sulla partizione (citato in (4) – Vol. II pag. 590) |
|        | Curte (la blasonatura non è stata ancora caricata) (citato in DAlena) |
|        | Curtesella (la blasonatura non è stata ancora caricata) (citato in DAlena) |
|        | Curtet (Torino) Titolo: conti di Aramengo, Robella; signori di Grosso; consignori di Balocco, Carpenea, Cocconato, Moretta e Lovensito, Moriondo, St. Genix D'argento, a cinque teste d'aquila di nero, 3, 2 alias Inquartato, di Curtet e di Cocconato, e sul tutto (per concessione) di Chiablese Motto: Je l'ay (citato in (15)) |
|        | Curti o Corte o Curto o De Curtis o Lo Curto (Palermo, Trapani, Mazzara, Mineo) Titolo: barone di Pumancaro, Tuzia; marchese di Balsamo interzato in fascia: nel 1º di oro, all'aquila spiegata di nero, coronata del campo; nel 2º partito: a) d'oro, al leone a due teste di nero, coronate del campo; b) di rosso, alla torre d'oro, sormontata dall'aquila dello stesso;nel 3º di rosso, a tre pali d'oro (citato in (4) – Vol. II pag. 591, in (16), in Mango e in (26)) alias interzato in fascia; nel 1° d'oro un'aquila coronata e spiegata di nero, nel 2° d'argento con un leone a due teste di nero, partito di rosso con un castello merlato d'argento sormontato da un'aquila spiegata d'oro; nel 3° di argento con tre bande di rosso (citato in (26)) Corona di barone Notizie storiche in Famiglie nobili di Sicilia. Ulteriori notizie storiche in Famiglie nobili di Sicilia. |
|        | Curti (Roma) interzato in fascia; nel 1° d'oro un'aquila spiegata di nero e coronata del campo, nel 2° partito: in a) di rosso, al castello d'argento sormontato da un'aquila spiegata d'oro; in b) d'argento, al leone a due teste al naturale; nel 3° bandato di rosso e di argento (Immagine nell' Archivio Storico Capitolino (PDF) (archiviato dall'url originale il 4 marzo 2016).) |
|        | Curti o Curto (Mondovì) Interzato in fascia, al 1° d'oro, all'aquila coronata di nero, al 2° di rosso, al castello fiancheggiato da due torri, sostenente un'aquila, il tutto d'argento (manca il terzo campo) (citato in (15)) alias Interzato in fascia, al 1° d'oro, all'aquila coronata di nero, al 2° partito, di rosso, al castello d'argento, e d'argento, al leone di verde, al 3° palato d'argento e di rosso (citato in (15)) interzato in fascia, 1º in campo d'oro un'aquila di nero; 2º un castello fiancheggiato da due torri d'argento, sormontato da un'aquila del medesimo in campo rosso, partito d'argento con un leone di verde; 3º palato d'argento e di rosso (citato in (22)) Cimiero: un fanciullo nudo Motto: Ingenium superat vires |
|        | Curti (Milano) torre (2merli alla guelfa) di rosso cimata da aquila di nero su argento - leone rampante bicipite al naturale su argento - 3 sbarre di rosso su azzurro - capo d'Impero (citato in LEOM) |
|        | Curti (Cesena) (partito: nel 1º d'azzurro, a tre conchiglie d'argento poste 2, 1; nel 2º d'oro pieno) (citato in BLCW) Immagine in Blasone Cesenate. |
|        | Curti Lepri (Roma) (la blasonatura non è stata ancora caricata) (Immagine nell' Archivio Storico Capitolino (PDF).) |
|        | Curti Lepri (Roma) lepre corrente al naturale su terrazzo di verde su azzurro - aquila coronata di nero su oro in capo - trangla di rosso (citato in LEOM) |
|        | Curtini o Curtino (Carmagnola) D'argento, al leone di rosso, tenente con la branca anteriore destra un cuore dello stesso (citato in (15)) |
|        | Curtis (la blasonatura non è stata ancora caricata) (citato in DAlena) |
|        | Curtoni (Verona) Grifone (citato in DAlena) |
|        | Curtopassi (Napoli, Bisceglie) Titolo: marchesi di azzurro al giglio d'oro (citato in (4) – Vol. II pag. 592 e in (16)) |
|        | Curtopassi (ramo secondogenito) (Napoli, Bisceglie) di azzurro al giglio d'oro, alla bordura del secondo (citato in (4) – Vol. II pag. 592) |

### Cus
| Stemma | Casato e blasonatura |
| ------ | --- |
|        | Cusani (Torino) Titoli: Marchese di S. Giuliano, Conte di Sagliano cinque punti d'oro, equipollenti a quattro di verde Cimiero: la giustizia Motto: Vis nescia vinci (citato in (4) – Vol. II pag. 592 e in (15)) |
|        | Cusani (Parma) Titolo: Marchese di Vicomero cinque punti d'oro equipollenti a quattro di verde Motto: Quel che il lume d'onore indora io cerco (citato in (4) – Vol. II pag. 592) |
|        | Cusani (Chignolo Po, Milano, Carate Brianza) scaccato di oro e di verde (9 pezzi) (citato in LEOM) |
|        | Cusani (Cesena) (la blasonatura non è stata ancora caricata) (citato in BLCW) Immagine in Blasone Cesenate. |
|        | Cusani (Napoli) Titolo: nobili partito il primo di rosso alla colomba d'argento e rosso coronata d'oro, secondo d'azzurro e d'argento alla fascia di rosso, tre stelle d'oro, un leone controrampante al fusto di una palma al naturale Motto: Ab initio usque ad finem pax tecum (citato in (16)) |
|        | Cusani (Napoli) colomba di argento caricata di 5 bande di oro coronata dello stesso su rosso - fascia di rosso su troncato di azzurro e di argento - 3 stelle (8 raggi) di oro poste in fascia su azzurro - leone rampante contro un albero di palma tutto al naturale su argento (citato in LEOM) |
|        | Cusani (Napoli) colomba di argento caricata di 5 bande di oro coronata dello stesso su rosso - fascia di rosso su troncato di azzurro e di argento - 3 stelle (8 raggi) di oro poste in fascia su azzurro - leone rampante contro un albero di palma tutto al naturale su argento (citato in LEOM) |
|        | Cusani Visconti Botta Adorno e Cusani Confalonieri (Milano, Chignolo Po, Carate Brianza) cinque punti d'oro equipollenti a quattro di verde Motto: Sic age ne timeas Ornamenti: il manto (citato in (4) – Vol. II pag. 593) |
|        | Cusano (Udine) partito: nel 1º di rosso alla fascia d'argento; nel 2º d'argento a tre cinghiali di nero cinghiati di argento, l'uno sull'altro (citato in (2) – pag. 140 e in DAlena) |
|        | Cusanoli (Cesena) (la blasonatura non è stata ancora caricata) (citato in BLCW) Immagine in Blasone Cesenate. |
|        | Cuseli (Lombardia) ramo di verde fiorito alternativamente di argento e di azzurro su monte a forma di trifoglio di verde uscente dalla punta su argento - incappato a sinistra di nero caricato di un ceppo di argento posto in sbarra e - a destra di rosso caricato da 3 stelle (5 raggi) di argento poste 2,1 (citato in LEOM) |
|        | Cusimano (Sicilia) inquartato in croce di S. Andrea: il capo e la punta d'oro, alla caldaia manicata di nero, i fianchi d'azzurro, a cinque gigli d'oro, ordinati in croce (citato in Mango) inquartato in croce di s. Andrea; il capo e la punta d'oro con una caldara manicata di nero; fiancheggiato d'azzurro con cinque gigli d'oro ordinati in croce (citato in (26)) Notizie storiche in Famiglie nobili di Sicilia. |
|        | Custos (Sicilia) partito: il 1° d'azzurro, all'albero al naturale, accostato da un leone d'oro; il 2° d'azzurro, alla zampa di leone d'oro, movente dal fianco destro dello scudo, impugnante una picca dello stesso posta in palo, sormontata da una cometa d'oro, ondeggiante in banda (citato in Mango e in (26)) Notizie storiche in Famiglie nobili di Sicilia. |
|        | Custoza o De Custodia o De Custotia o Costoza (Mantova, Roverbella (Mantova), Padova, Camposampiero (Padova), Vicenza) Titolo: conte partito: nel 1º d'oro al monte fondato sopra la pianura erbosa, alla palma nodrita sulla vetta, il tutto di verde; nel 2º campo di cielo a tre monti di verde di uguale altezza, sostenenti un ristretto di terreno dello stesso, sul quale è fondato un castello al naturale, sormontato da una cometa d'oro (6), coricata in fascia e rivoltata (citato in (4) – Vol. II pag. 594) partito: nel 1º d'oro, al monte fondato sopra la pianura erbosa, alla palma nodrita sulla vetta, il tutto di verde; nel 2º di azzurro, ai tre monti di verde di uguale altezza, sostenenti un ristretto di verde sul quale è fondato un castello al naturale, sormontato da una cometa d'oro (6), coricata in fascia e rivoltata (citato in (22)) Cimiero: un'aquila di nero |

### Cut
| Stemma | Casato e blasonatura |
| ------ | --- |
|        | Cutelli (Palermo, Milazzo, Roma) Titolo: nobile; marchese di Raiata d'azzurro, al palo d'oro Cimiero: un serpente (citato in (4) – Vol. II pag. 595, in Mango e in (26)) alias di rosso, con un palo d'oro (citato in (26)) alias d'oro, alla fascia accompagnata in capo da una stella di 8 raggi, e in punta da una cometa, il tutto di azzurro (citato in (4) – Vol. II pag. 595, in Mango e in (26)) Notizie storiche in Famiglie nobili di Sicilia. Ulteriori notizie storiche in Famiglie nobili di Sicilia. |
|        | Cutelli (Napoletano) (la blasonatura non è stata ancora caricata) (interzato in palo d'azzurro, d'oro e d'argento) (citato in (19)) |
|        | Cuticis (la blasonatura non è stata ancora caricata) (citato in DAlena) |
|        | Cutigni (Sicilia) d'oro, con una croce pomata di verde (citato in (26)) Notizie storiche in Famiglie nobili di Sicilia. |
|        | Cutinelli (Basilicata) leone rampante di nero su argento - banda di oro su azzurro - 3 rondini di oro 2 a destra e una a sinistra 3 monti al naturale dello stesso su azzurro (citato in LEOM) |
|        | Cutis (Sardegna) (la blasonatura non è ancora caricata) (citato in (10)) |
|        | Cutrofiani (Molise) (la blasonatura non è stata ancora caricata) (citato in DAlena) |
|        | Cutrona (Cerami) Titolo: conte d'azzurro, alla colonna toscana sostenuta da due leoni affrontati, controrampanti e cimata da una crocetta patente, il tutto d'argento; col capo interzato in palo, di rosso, d'argento e di verde Motto: Pangallo (citato in (4) – Vol. II pag. 595, in Mango e in (26)) Notizie storiche in Famiglie nobili di Sicilia. |
|        | Cutruneo (Messina) d'azzurro, con un cavallo alato d'argento (citato in (26)) Notizie storiche in Famiglie nobili di Sicilia. |
|        | Cuttica (Torino, Alessandria, Milano) Titoli: Marchese di Cassine, Conte di Quargnento, signori di Revigliasco, Nobile del S. R. I., Nobile (per il decurionato di Alessandria) Nome d'uso: Cuttica di Cassine fasciato di nero e di argento di quattro pezzi; col capo d'oro, carico di un'aquila di nero (citato in (4) – Vol. II pag. 596) alias Fasciato di nero e d'oro di quattro pezzi, con il capo d'oro carico di un'aquila coronata, di nero (citato in (15)) fasciato (4 pezzi) di nero e di oro - aquila coronata di nero su oro in capo (citato in LEOM) alias Fasciato di nero e d'argento di quattro pezzi, con il capo d'oro carico di un'aquila coronata, di nero (citato in (15)) |

### Cuz
| Stemma | Casato e blasonatura |
| ------ | --- |
|        | Cuzzaniti (Sicilia) d'azzurro, al braccio destro armato al naturale, impugnante un ramo di palma d'argento, cimato dalla corona all'antica del medesimo (citato in Mango) d'azzurro, con un braccio destro armato, impugnante un ramo d'albero di verde coronato all'antica d'argento (citato in (26)) Notizie storiche in Famiglie nobili di Sicilia. |

### Cy
| Stemma | Casato e blasonatura |
| ------ | --- |
|        | Cybeo (Massa) D'azzurro, all'albero al naturale, terrazzato dello stesso, e sormontato da un breve d'argento ondeggiante in capo e caricato del motto FULMINA PROCUL in caratteri di nero (citato in (13) e in DAlena) albero su zolla uscente dalla punta tutto al naturale su azzurro - nastro di argento caricato del motto "FULMINA PROCUL" in lettere maiuscole di nero su azzurro (citato in LEOM) |
|        | Cybo (Massa) Di rosso, alla banda scaccata di tre file d'argento e d'azzurro; e al capo d'argento, caricato della croce di rosso (citato in (13)) |
|        | Cybo (Molfetta) (la blasonatura non è stata ancora caricata) (citato in DAlena) |
|        | Cybo-Malaspina (Massa) (la blasonatura non è stata ancora caricata) |